# Erwise
Erwise是一款停止開發的網頁瀏覽器，是早期圖形使用者介面的網頁瀏覽器先驅之一。
Erwise是赫爾辛基理工大學的芬蘭學生Kim Nyberg、Teemu Rantanen、Kati Suominen和Kari Sydänmaanlakka的雙碩士項目。該小組決定根據正在參訪大學的羅伯特·卡里奧的建議製作一個網頁瀏覽器。
Erwise的開發隨著學生畢業後轉移到其他計畫而停止。全球資訊網創始人提姆·柏內茲-李前往芬蘭鼓勵團隊繼續這項計畫。然而由於缺乏適當的資金，導致沒有任何一個成員能夠完成這項計畫。